# Maurits Constantijn Lapidoth
Maurits Constantijn Lapidoth (Amsterdam, 1868- Buenos Aires, 1930) was een Nederlands kunstschilder. Hij werkte onder andere in Den Haag, Ede, Bennekom, Nunspeet en Argentinië. Hij is bekend geworden met zijn olieverfschilderijen en aquarellen van heidegezichten, weilanden met koeien, landschappen en boerenhoeven.
Alhoewel hij een kunstopleiding aan de Koninklijke Academie van Beeldende Kunsten in Den Haag heeft gevolgd wordt hij in diverse bronnen als autodidact beschouwd. Lapidoth behaalde op de tentoonstelling in Arnhem (1901) en Parijs (1900) een medaille voor zijn ingezonden werken. In Nunspeet vormde hij omstreeks 1896 een groepje samen met Gerrit Haverkamp, Henri Wouters, Jan Apol, Bernhard M. Koldeweij, Zeegers en Jan Kleintjes. Hij was lid van Pulchri Studio in Den Haag, de Haagsche Kunstkring en  buitengewoon lid bij Arti et Amicitiae.
- Biografisch Portaal: 75688256
- RKD-Nederlands Instituut voor Kunstgeschiedenis: 88888
- Union List of Artist Names: 500299363
- Virtual International Authority File: 10147121805026392867